# Pogonornis
Pogonornis és un gènere d'ocells de la família dels líbids (Lybiidae ) amb una sèrie d'espècies tradicionalment incloses a Lybius.

## Llista d'espècies
Aquest gènere està format per 6 espècies:
- barbut bidentat (Pogonornis bidentatus).
- barbut pitvermell (Pogonornis dubius).
- barbut de MacClounie (Pogonornis macclounii).
- barbut pitbrú (Pogonornis melanopterus).
- barbut carabrú (Pogonornis minor).
- barbut pitnegre (Pogonornis rolleti).